# Pennale Burschenschaft Chattia Friedberg zu Hamburg
Die pennale Burschenschaft Chattia Friedberg zu Hamburg (PB! Chattia) ist eine fakultativ schlagende, farbentragende Schülerverbindung in Hamburg und Mitglied im Allgemeinen Pennäler Ring (APR). 

## Couleur und Wahlspruch
Chattia hat die Farben schwarz-weiß-rot mit silberner Perkussion. Die Füxe tragen ein Fuchsenband in schwarz-weiß mit silberner Perkussion.
Der Wahlspruch lautet Volkstum, Wahrheit, Recht!

## Geschichte
Die Verbindung wurde am 9. November 1989 im hessischen Friedberg gegründet, 1992 erfolgte der Wechsel des Bundessitzes nach Hamburg. 2009 hatte sie etwa 60 Mitglieder und war nach Ansicht der Verfassungsschutzbehörden rechtsextremistisch ausgerichtet. Seit 2021 wurde sie im Verfassungsschutzbericht nicht mehr aufgeführt.

## Beobachtungsobjekt des Verfassungsschutzes
2005 warb die Verbindung in der Parteizeitung der NPD, der Deutschen Stimme, um Mitglieder. In diesem Zusammenhang wurde ihr von der Hamburger Innenbehörde eine "ideologische Nähe zur NPD" bescheinigt. Ziel der Verbindung sei es gewesen, „Neonazis an die Uni Hamburg zu holen“. André Busch, ein Alter Herr der Verbindung, veröffentlichte 2008 das Buch Blutzeugen – Beiträge zur Praxis des politischen Kampfes in der Weimarer Republik im NPD-nahen Nordland-Verlag. Er stellte es mehrfach auf Veranstaltungen deutscher Neonazis vor, was vom Hamburger Verfassungsschutz als „weitere Anhaltspunkte für Verbindungen zwischen der PB! Chattia und dem Rechtsextremismus“ gewertet wurde.
Im Hamburger Verfassungsschutzbericht für das Jahr 2021 wurde die Chattia Friedberg erstmals seit Jahren nicht mehr aufgeführt. Laut Antwort des Hamburger Senats auf eine Kleine Anfrage wurde sie 2022 jedoch weiterhin vom Verfassungsschutz beobachtet.

## Bekannte Mitglieder
- Mathias Rochow (* 1975), ehemaliger NPD-Politiker
- Thorsten Heise (* 1969), NPD-Politiker
- Rigolf Hennig (1935–2022), Mediziner und NPD-Politiker